# Michael von Appel
Michael Ludwig von Appel (21. února 1856 Vídeň – 1. února 1915 Erdevik, Srbsko) byl rakousko-uherský generál. V c. k. armádě sloužil jako absolvent vojenské akademie od roku 1877, řadu let strávil v okupované Bosně a Hercegovině, kde byl nakonec velitelem 15. armádního sboru se sídlem v Sarajevu. V roce 1913 dosáhl hodnosti generála pěchoty a na začátku první světové války byl jedním z velitelů na srbské frontě. Vyznamenal se v bitvě na Drině (září 1914), již o necelý půlrok později zemřel na infekční chorobu v polním lazaretu v Srbsku.

## Životopis

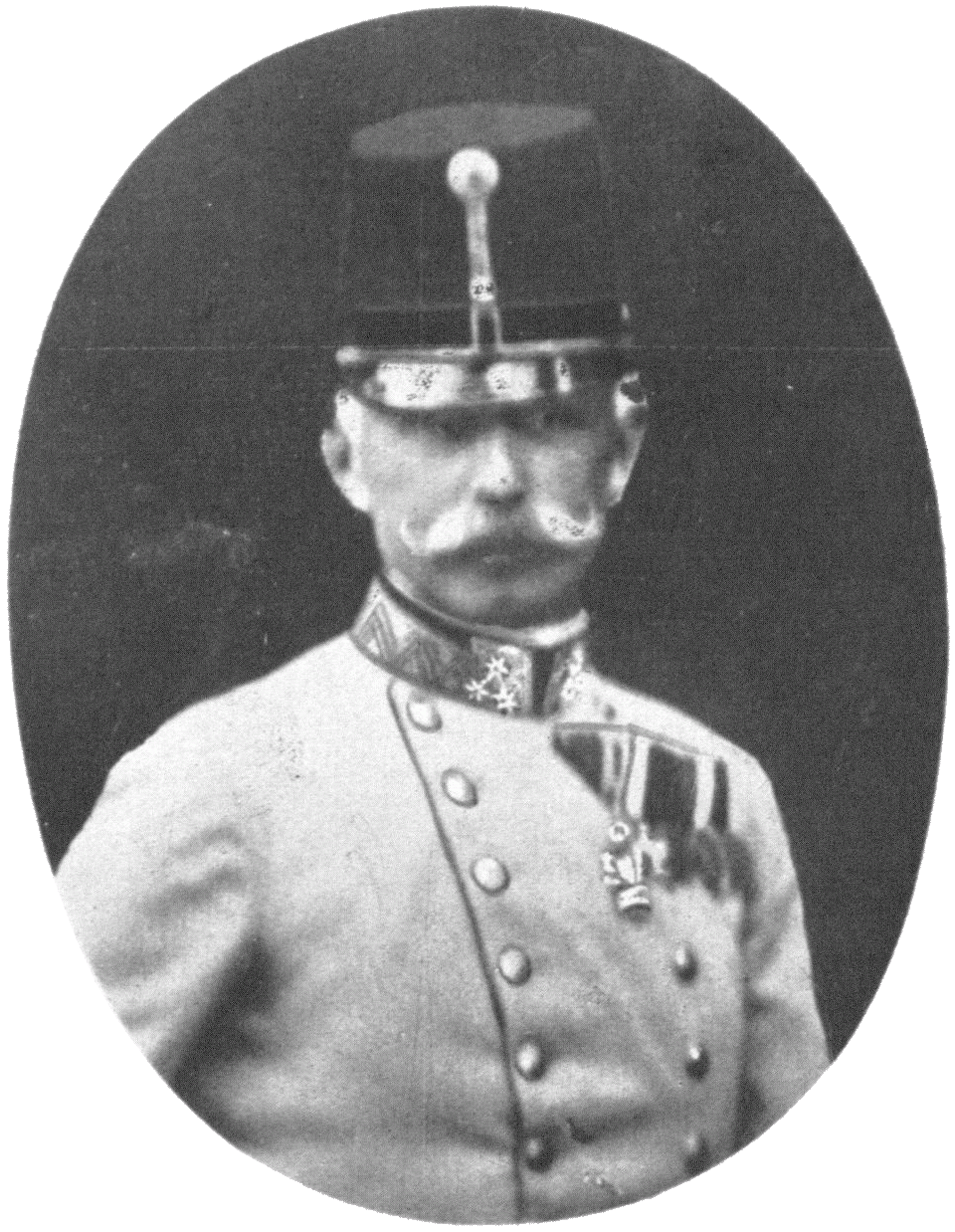
Generál pěchoty Michael von Appel (1914)

Pocházel z rodiny s vojenskou tradicí, byl synem generálmajora Ludwiga von Appela (1809–1875). Studoval vojenskou školu v Sankt Pölten, poté absolvoval Tereziánskou vojenskou akademii ve Vídeňském Novém Městě a v hodnosti poručíka nastoupil službu u 52. pěšího pluku, s nímž se zúčastnil okupace Bosny a Hercegoviny. Později sloužil u posádek v Temešváru a Krakově, v roce 1887 dosáhl hodnosti kapitána. Několik let znovu sloužil u 52. pluku, jako major (1892) se stal šéfem štábu 28. pěší divize v Lublani. V roce 1895 byl jmenován plukovníkem, mezitím byl zařazen do důstojnického sboru generálního štábu ve Vídni a od roku 1896 byl velitelem 34. pěšího pluku v Košicích.
V roce 1904 byl povýšen na generálmajora a v letech 1903–1907 velel četnictvu v okupované Bosně a Hercegovině. V letech 1907–1908 byl krátce velitelem brigády ve Visegrádu a v hodnosti polního podmaršála (1908) byl povolán do Sarajeva, kde byl poté několik let velitelem 1. pěší divize. V listopadu 1911 byl jmenován velitelem 15. armádního sboru v Sarajevu a v roce 1913 dosáhl hodnosti generála pěchoty. Na začátku první světové války byl se svým sborem začleněn do 6. armády generála Potiorka a zúčastnil se invaze do Srbska. V první fázi bojů překročil řeku Drinu, ale v důsledku rakousko-uherské porážky u Ceru musel zastavit postup a stáhnout se do výchozích pozic. V druhé fázi srbské invaze se vyznamenal v bitvě na Drině, krátce poté ale zemřel na následky infekčního onemocnění v polním lazaretu v Erdeviku v Srbsku.

## Tituly a ocenění
Během vojenské služby obdržel četná vyznamenání, byl držitelem velkokříže Řádu Františka Josefa, rytířem Leopoldova řádu, dále nositelem Řádu železné koruny III. třídy, Vojenského záslužného kříže a Vojenské záslužné medaile. Od německého císaře Viléma II. získal Řád červené orlice II. třídy s brilianty. Jako velitel armádního sboru byl jmenován c. k. tajným radou s nárokem na oslovení Excelence (1913). Od roku 1913 byl čestným majitelem pěšího pluku č. 70 v Záhřebu. V závěru kariéry získal prestižní Řád Marie Terezie za svou účast v bitvě na Drině.